# Breutelia ryvardenii
Breutelia ryvardenii är en bladmossart som beskrevs av Maurice Bizot 1976. Breutelia ryvardenii ingår i släktet gullhårsmossor, och familjen Bartramiaceae. Inga underarter finns listade i Catalogue of Life.